# Altenmarkt bei Fürstenfeld
Altenmarkt bei Fürstenfeld település Ausztriában, Stájerország tartományban, a Hartberg-fürstenfeldi járásban. Tengerszint feletti magassága 260 méter, területe 19,98 km².